# Comitè Internacional d'Auschwitz
El Comitè Internacional d'Auschwitz és una organització formada per supervivents del camp d'extermini d'Auschwitz el 1952 per a donar suport als supervivents i lluitar contra el racisme i l'antisemitisme. La missió del comitè era mantenir el contacte amb els supervivents d'ambdós costats del teló d'acer i servir com a programa de divulgació i conscienciació. El seu secretariat té la seu a Berlín (en alemany: Koordinationsbüro des IAK).